# Метляєв Василь Кирилович
Василь Кирилович Метляєв (14 січня 1924, село Більчир Балаганського району, тепер Осинського району Іркутської області, Російська Федерація — 1 липня 2014, місто Херсон) — український радянський і партійний діяч, голова Херсонського облвиконкому, Герой Соціалістичної Праці (22.12.1977). Кандидат сільськогосподарських наук, почесний професор Херсонського аграрного університету. Депутат Верховної Ради УРСР 9—10-го скликань. Кандидат у члени ЦК КПУ в 1981—1986 р.

## Життєпис
Народився в робітничій родині. Закінчив фабрично-заводське училище в Іркутській області.
У 1941—1942 роках — слюсар, помічник завідувача складу, лаборант, завідувач сушарні пункту «Заготзерно» міста Тайшет Іркутської області РРФСР.
У 1942—1947 роках — у Червоній армії, учасник німецько-радянської війни. Служив навідником 541-го окремого зенітного артилерійського дивізіону 36-ї мотострілецької дивізії. У серпні 1945 року воював у складі Забайкальського фронту проти японських військ, був командиром артилерійської гармати.
Член ВКП(б) з 1945 року.
У 1947—1950 роках — в органах Міністерства внутрішніх справ СРСР на будівництві Байкало-амурської магістралі: інспектор відділу, начальник ремонтних майстерень.
З 1950 року — інструктор, завідувач відділу Голопристанського районного комітету КП(б)У Херсонської області, завідувач відділу, секретар Калінінського районного комітету КПУ Херсонської області, голова районної планової комісії Високопільського районного виконавчого комітету Херсонської області.
У 1958 закінчив Вищу партійну школу при ЦК Компартії України.
У 1958—1962 роках — 2-й, 1-й секретар Високопільського районного комітету КПУ Херсонської області.
У 1962 році закінчив заочно агрономічний факультет Херсонського сільськогосподарського інституту.
У 1962—1965 роках — секретар партійного комітету Бериславського територіального виробничого колгоспно-радгоспного управління Херсонської області.
У 1965—1978 роках — 1-й секретар Бериславського районного комітету КПУ Херсонської області. 22 грудня 1977 року удостоєний звання Героя Соціалістичної Праці — за розроблення моделі спеціалізації сільськогосподарського виробництва у Бериславскому районі Херсонської області, що дало можливість досягти високих показників виробництва продукції землеробства і тваринництва.
У 1978—1983 роках — голова виконавчого комітету Херсонської обласної ради народних депутатів.
Делегат XXVI з'їзду КПРС (1981). Двічі обирався депутатом Верховної Ради України, у 1980—1985 роках очолював її планово-бюджетну комісію.
У 1983—1994 роках — доцент кафедри організації сільськогосподарського виробництва Херсонського сільськогосподарського інституту імені Цюрупи. Почесний професор Херсонського аграрного університету. Автор семи поетичних збірок.
Потім — на пенсії в місті Херсоні.

## Нагороди
- Герой Соціалістичної Праці (22.12.1977)
- два ордени Леніна (1966, 22.12.1977)
- Орден Трудового Червоного Прапора (1973)
- Орден Жовтневої Революції (1971)
- Орден Дружби народів (1984)
- Орден Слави 3-го ст. (1945)
- Орден Вітчизняної війни 2-го ст. (6.04.1985)
- Орден Богдана Хмельницького (1999)
- Ордени
- Медалі